# ペインキラー (バンド)
ペインキラー（Painkiller）は、1991年に結成されたバンド。彼らのスタイルは、アヴァンギャルド・ジャズとグラインドコアが混在していた。その後のアルバムには、アンビエントやダブの要素も組み込みまれていた。

## 略歴
ペインキラーの3人の主要メンバーは、サックスのジョン・ゾーン、エレクトリックベースのビル・ラズウェル、そして元ナパーム・デスでドラムのミック・ハリス。バンドには、山塚アイ、バケットヘッド、マイク・パットン、巻上公一、ゴッドフレッシュのジャスティン・ブロードリックとG.C.グリーン、不失者の灰野敬二など、ライブでもスタジオでも数名のミュージシャンが参加している。
ハリスは1995年にバンドを去り、自身のソロによるコンピュータ・ミュージックだけに専念するようになった。彼の脱退後、多くの人はペインキラーが消滅したものと考えていた。 しかし、ゾーンとラズウェルはこのプロジェクトを2008年に復活させ、ルインズの吉田達也とライブ演奏を行った。その後、ハミッド・ドレイクがドラムで参加したニューヨークのトニックにおけるゾーン生誕50周年記念ライブ（マイク・パットンをゲストとしてフィーチャーした）での模様が、ツァディクからライブ・アルバムとしてリリースされた。
2008年、ペインキラーはフランスにて、ゾーン、ラズウェル、ハリスのオリジナル・ラインナップで演奏した。ここではフレッド・フリスやマイク・パットンらゲスト・ミュージシャンも登場した。

## メンバー

### 現在のメンバー
- ジョン・ゾーン (John Zorn) – サクソフォーン (1991年– )
- ビル・ラズウェル (Bill Laswell) – ベース (1991年– )
- 吉田達也 (Tatsuya Yoshida) – ドラム (2008年– )

### 旧メンバー
- ミック・ハリス (Mick Harris) – ドラム (1991年–1995年)

## ディスコグラフィ

### アルバム、EP
- 『処女の臓腑』 - Guts of a Virgin (1991年) ※EP
- 『秘罪』 - Buried Secrets (1992年) ※EP
- 『儀式 (ライヴ・イン・ジャパン)』 - Rituals: Live in Japan (1993年)
- 『処刑場』 - Execution Ground (1994年)
- Talisman: Live in Nagoya (2002年)
- 50th Birthday Celebration Volume 12 (2005年) ※with ハミッド・ドレイク、マイク・パットン
- The Prophecy: Live in Europe (2013年) ※with 吉田達也

### コンピレーション・アルバム
- Painkiller: The Collected Works (1997年)
- Guts of a Virgin/Buried Secrets (1998年)